# Ostreville
Ostreville è un comune francese di 282 abitanti situato nel dipartimento del Passo di Calais nella regione dell'Alta Francia.
Il territorio comunale ospita la sorgente del fiume Ternoise.

## Società

### Evoluzione demografica
Abitanti censiti